# Nicolas Reymond
Pour les articles homonymes, voir Reymond.
Nicolas Reymond, né le 4 décembre 1978 à Genève, est un chef de chœur et ténor vaudois.

## Biographie
Nicolas Reymond obtient un brevet de maître de musique en 2001, puis un certificat d'études de solfège en 2002 au Conservatoire de Lausanne. En 2003, c'est au Conservatoire de musique de Genève et dans la classe de Michel Corboz qu'il réussit son diplôme professionnel de direction de chœur. Il perfectionne ensuite sa technique vocale pendant cinq ans au Conservatoire de Lausanne auprès de Pierre-André Blaser, puis au Conservatoire de Genève avec Isabelle Martin-Balmori. Professeur de musique à côté de ses activités musicales, il fréquente enfin la Haute école pédagogique de Lausanne où il obtient un diplôme de maître de musique et de mathématiques.
Chef de chœur, Nicolas Reymond se soucie de la formation et de l'intégration des jeunes chanteurs dans les chœurs de la région. C'est dans ce but qu'il crée en 2002, avec Dominique Tille, le Chœur des jeunes de Lausanne, qu'il co-dirige jusqu'en 2007. En tant que ténor, il a notamment fait partie de l'Ensemble vocal de Lausanne, des Chœurs des Conservatoires de Genève et Lausanne ainsi que du Chœur suisse des jeunes. Président de l’Association vaudoise des directeurs de chœurs (AVDC) depuis 2014, il a auparavant présidé la Société vaudoise des maîtres de musique (SVMM) et fait partie de la commission de musique de la Société cantonale des chanteurs vaudois (SCCV). Il est également responsable pédagogique de la filière "Musique à l'école" à la Haute école de musique des cantons de Vaud et de Fribourg, et enseigne au collège de Prilly. Il dirige le choeur Ardito et l'ensemble Sobalte, et a antérieurement dirigé le chœur mixte de la Batelière et l'ensemble vocal de Villette.

## Sources
- « Nicolas Reymond », sur la base de données des personnalités vaudoises sur la plateforme « Patrinum » de la Bibliothèque cantonale et universitaire de Lausanne.
- Dubois, "Un chœur qui veut battre malgré tout à l'unisson d'un jeune chef", 24 Heures, 2007/02/09, p. 27
- "A Vaud Voix fera chanter les jeunes de la Riviera", 24 Heures, 2013/08/30, p. 27.